# Sentimento
Sentimento is een klassiek album uit 2002 die tot stand is gekomen door samenwerking van de Italiaanse tenor Andrea Bocelli en dirigent Lorin Maazel. De muziek wordt gespeeld door het Londens Symfonieorkest.
Maazel hoorde in zijn jeugd zijn vader platen draaien van de Ierse tenor John McCormack wie samen met de legendarische violist Fritz Kreisler speelde. De combinatie van stem en viool sprak Maazel zó aan dat hij besloot ook aan een dergelijke samenwerking te beginnen.
Maazel schreef obligate vioolpartijen bij liederen van Italiaanse componisten als Tosti, Donaudy en Rossini, maar daarnaast ook liederen van Liszt en Offenbach.
Het krachtigste stuk van het album is toch het lied En Aranjuez con tu Amor. Dit is een bewerking van Joaquín Rodrigo‘s En Aranjuez con mi amor. Dit lied leent op zijn beurt weer het thema uit het tweede deel van Rodrigo's Concierto de Aranjuez. Rodrigo en Maazel waren vrienden van elkaar. Maazel probeerde zo veel mogelijk de sfeer van het oorspronkelijke werk terug te laten komen in het lied.

## Tracklist
1. En Aranjuez con tu amor – Joaquín Rodrigo
2. Mattinata - Ruggiero Leoncavallo
3. Barcarolle - Jacques Offenbach
4. L’alba separa dale luce l’ombra – Paolo Tosti
5. Sogno d’amore - Franz Liszt
6. La serenata – Paolo Tosti
7. L’ultima canzone – Paolo Tosti
8. Malia - Paolo Tosti
9. La danza - Gioacchino Rossini
10. Ideale - Paolo Tosti
11. Sogno - Paolo Tosti
12. Plaisir d’amour - Jean Paul Martini
13. Musica proibita - Stanislaus Gastaldon
14. Occhi di fata - Luigi Denza
15. ‘A vucchella - Paolo Tosti
16. Vorrei morire! - Paolo Tosti
17. Vaghissima sembianza - Stefano Donaudy
18. Non t’amo più - Paolo Tosti
19. Oh! Quand je dors - Franz Liszt